# Arman Awakian
Arman Awakian (orm. Արման Ավագյան; ur. 1999) – ormiański zapaśnik startujący w stylu wolnym. Zajął piąte miejsce na mistrzostwach świata w 2021.
Piąty na mistrzostwach Europy w 2021, 2022 i 2023. Trzynasty w indywidualnym Pucharze Świata w 2020. Brązowy medalista wojskowych MŚ w 2024. 
Trzeci na MŚ U-23 w 2021 i 2022, a także na ME U-23 w 2021. Trzeci na ME juniorów w 2019 roku. 